# Molophilus theresia
Molophilus theresia là một loài ruồi trong họ Limoniidae. Chúng phân bố ở miền Australasia.